# Sphaerocarpos hians
Sphaerocarpos hians är en bladmossart som beskrevs av Caroline Coventry Haynes. Sphaerocarpos hians ingår i släktet Sphaerocarpos och familjen Sphaerocarpaceae. Inga underarter finns listade i Catalogue of Life.